# Ensi (rapper)
Ensi, pseudonimo di Jari Ivan Vella (Avigliana, 13 dicembre 1985), è un rapper italiano, componente del gruppo musicale OneMic insieme al fratello Raige e al rapper e beatmaker Rayden.

## Biografia
Secondo di tre fratelli, cresce ad Alpignano, nella seconda cintura di Torino, da una famiglia di origini catanesi da parte di padre. Il suo nome d'arte deriva dall'assonanza con MC nonché dal titolo ensi, che nella società sumerica designava l'autorità religiosa e politica assoluta di una città stato.

### Primi anni
Le prime rime risalgono ai primi anni duemila, periodo in cui inizia ad appassionarsi all'hip hop e al writing. Le sue doti nel freestyle lo contraddistinguono subito, rendendolo in breve tempo uno dei rapper più conosciuti ed apprezzati nel panorama del rap italiano.

### OneMic e altri progetti (1999–2007)
La sua carriera comincia nel 1999, con varie collaborazioni in diversi progetti, ma la svolta arriva nel 2003 quando, con il fratello Raige e l'amico Rayden fonda i OneMic. In quello stesso anno partecipa alla gara di freestyle nazionale Tecniche Perfette, vincendo a pari merito con Mondo Marcio. È con i OneMic che esce il primo disco di Ensi, Sotto la cintura, prodotto da La Suite Records. Oltre al disco, Ensi continua con le gare di freestyle, partecipa alla convention 2theBeat sia nel 2005 sia nel 2006. Nel 2005 vince l'accesso alla finale nazionale contro Kiave, e nella finale nazionale ha la meglio su Clementino. L'anno successivo guadagna nuovamente la finale contro il rapper partenopeo; questa volta ha però la meglio Clementino.

### Carriera solista (2008–2011)
Nel 2008 Ensi autoproduce e pubblica il primo album solista, intitolato Vendetta. Originariamente intitolato Mangia Flow, l'album è stato anticipato dal videoclip della title track, uscito il 30 marzo, e contiene collaborazioni con molti artisti della scena underground italiana, ma spiccano le collaborazioni con i OneMic. Nel 2009 il rapper ha collaborato con il sito YouPush.it, con il quale ha pubblicato il 22 dicembre dello stesso anno il singolo Terrone.
Nel 2009 esce Donercore EP, prodotto da DJ Nais e Big Fish per Doner Music e composto da quattro brani, di cui uno realizzato in collaborazione con Raige. Il 18 gennaio 2010 è uscito per il download gratuito sul sito YouPush.it il singolo di Big Fish Generazione Tuning, creato in collaborazione con Vacca ed Ensi, seguito dal videoclip ufficiale. Sempre nel 2010, viene pubblicato il secondo EP di Ensi, intitolato Equilibrio. Anticipato dal videoclip del brano Né vinto né vincitore, l'EP contiene anche tre remix di Terrone più altri cinque brani. Le partecipazioni sono di Raige, Vacca, Two Fingerz, Entics, Clementino, Kiave, Zuli, Johhny Marsiglia, Ira, Op. Rot, Miss Fritty, Polo de La Famiglia e Turi.
Nel marzo del 2011 viene pubblicato dalla Doner Music il secondo album degli OneMic, intitolato Commerciale.

### Freestyle Roulette MixtapeeEra tutto un sogno(2012–2013)
Nel gennaio del 2012 Ensi firma un contratto con l'etichetta discografica indipendente Tanta Roba, fondata da Guè e DJ Harsh. Due mesi più tardi, il rapper partecipa al programma incentrato sul freestyle, MTV Spit, in onda su MTV e condotto da Marracash. Ensi arriva in finale sbaragliando tutti gli altri concorrenti e il 4 maggio, battendo Nitro, viene decretato vincitore dai giudici J-Ax, Mastafive, Niccolò Agliardi e dallo special guest Filippo Timi per la forza comunicativa, la tecnica, il talento dell'improvvisazione nel raccontare la più stretta attualità, aggiudicandosi il premio di 5.000 euro. Il 5 maggio ha partecipato ai TRL Awards. Partecipa poi all'album Hanno ucciso l'Uomo Ragno 2012, cantando insieme a Max Pezzali S'inkazza (questa casa non è un albergo).
Il 23 maggio viene pubblicato il mixtape Freestyle Roulette Mixtape, il quale guadagna il primato di primo album quasi interamente registrato in freestyle. I testi dei brani, ad eccezione di quelli di Numero uno, King del freestyle e Novecento, sono improvvisati su temi scelti dallo stesso Ensi, come in Nemico immaginario, in cui l'MC fa riflessioni su personaggi della politica e dello spettacolo, e in In italiano in cui il freestyle è basato su parole scelte casualmente aprendo il vocabolario.
Il 13 novembre 2012 esce il secondo album solista Era tutto un sogno, il quale contiene collaborazioni con alcuni rapper tra cui Raige, Rayden, Guè, Salmo e Kaos. L'album è stato prodotto in buona parte da Symone, The Orthopedic e Big Joe ma sono presenti basi musicali prodotte anche da DJ Shocca, Res Nullius, Fritz da Cat e Rayden. Il 12 dicembre si esibisce dal vivo con Samuel sul palco degli MTV Hip Hop Awards in cui vince il premio come Best Freestyler.
Nel dicembre del 2013 Ensi ha lasciato la Tanta Roba per firmare un contratto discografico con la major Warner Music Group.

### Rock Steady(2014–presente)
Nel 2014 Ensi ha collaborato con i Two Fingerz nella traccia La cosa più bella che c'è, presente in Two Fingerz V; il 22 luglio dello stesso anno il rapper ha annunciato il terzo album in studio, intitolato Rock Steady e pubblicato il 2 settembre. Riguardo al titolo, il rapper ha spiegato:
 Nel 2014 ha recitato nel film Numero zero - Alle origini del rap italiano nella parte del narratore.
Da settembre 2015 è divenuto il conduttore insieme a Emis Killa su Radio Deejay del programma radiofonico One Two One Two dedicato all'hip hop e alla musica rap. Il 21 dello stesso mese Ensi ha annunciato l'EP One by One, uscito per il download gratuito il 10 ottobre 2015 attraverso il proprio sito ufficiale. Il 25 settembre 2015 viene pubblicato l'album tributo a Lucio Dalla Bella Lucio!, nel quale Ensi ha partecipato, insieme a Fritz da Cat, al brano Profondo.
Nel 2015 ha inoltre recitato nel film Zeta - Una storia hip-hop, diretto da Cosimo Alemà, uscito il 28 aprile 2016 e nel quale interpreta sé stesso sul palco del Bomboclat, sfidando Zeta nella battaglia per il titolo; nella colonna sonora del film è presente il brano Casa, inciso dal rapper Izi con Ensi stesso.
Nel 2021 ha collaborato alla realizzazione della graphic novel Santuario 2105, edita da BeccoGiallo.

## Vita privata
Il 21 maggio 2015 è nato il figlio Vincent Vella, avuto dalla compagna Alessandra.

## Discografia

### Da solista
Album in studio
- 2008 – Vendetta
- 2012 – Era tutto un sogno
- 2014 – Rock Steady
- 2017 – V
- 2019 – Clash
- 2023 – Brava gente (con Nerone)

Mixtape
- 2011 – Torino Seleção (con DJ Double S)
- 2012 – Freestyle Roulette Mixtape

EP
- 2009 – Donercore EP
- 2010 – Equilibrio
- 2015 – One by One
- 2020 – Oggi
- 2021 – Domani

Singoli
- 2009 – Terrone
- 2012 – Suite Deluxe Anthem (Shablo feat. Ensi, Ghemon e Biggie Bash)
- 2014 – Change (feat. Patrick Benifei)
- 2014 – V.I.P. (feat. Y'akoto)
- 2015 – Juggernaut
- 2017 – Tutto il mondo è quartiere
- 2017 – Mezcal
- 2017 – Te lo dicevo (feat. Luchè)
- 2017 – Iconic
- 2019 – Deng Deng
- 2019 – Sangue nero (Linea 77 feat. Ensi)
- 2019 – Mira (feat. Madame)
- 2020 – Specialist
- 2020 – 090320
- 2020 – Mari (feat. Giaime)
- 2021 – Benzina (feat. Emis Killa)
- 2021 – Mai (feat. Silent Bob e Goedi)
- 2022 – Ho la hit (feat. Massimo Pericolo)
- 2023 – King Kong vs Godzilla (con Nerone)
- 2024 – Rosso fuoco (con Nerone)
- 2024 – Wild

### Con i OneMic
- 2005 – Sotto la cintura
- 2011 – Commerciale
- 2011 – Cane di paglia EP

### Collaborazioni
| Anno | Artista | Titolo                                   | Album di provenienza                  |
| ---- | --- | ---------------------------------------- | ------------------------------------- |
| 2003 | Canebullo feat. Ensi | E se non fossimo così???                 | Solista ma non troppo                 |
| 2004 | 21 Grammi feat. Ensi | Zitti                                    | Orgoglio nazionale                    |
| 2005 | Gli Inquilini feat. Ensi, Willie Dbz, Easy One e Maloscantores                                                                             | Il giorno dopo                           | Il mondo nuovo                        |
| 2005 | DJ Double S feat. Ensi e Raige | Faccio muovere le teste                  | Underground People - Freestyle Battle |
| 2006 | Raige & Zonta feat. Ensi | Cuore e blu                              | Tora-Ki                               |
| 2006 | Dynamite Soul Men feat. Ensi | Dynamite Ensi OneMic                     | Dynamite Soul 6 Mixtape               |
| 2006 | DJ Double S & DJ Kamo feat. Ensi | The Zamurriata Taurinense                | Streetz Iz Callin                     |
| 2006 | Clementino feat. Ensi, Raige, Malva & Rayden                                                                                               | Fantasy3666                              | Napolimanicomio                       |
| 2006 | Rubo feat. Ensi | Longevity                                | Infinite Beats                        |
| 2006 | Rubo feat. Ensi | Inevitabile                              | Infinite Beats                        |
| 2007 | Kiave feat. Ensi e DJ Tsura | Pazienza                                 | 7 respiri                             |
| 2007 | Rayden feat. Ensi e Raige | Noi                                      | C.A.L.M.A.                            |
| 2007 | Rayden feat. Ensi | Sin City                                 | C.A.L.M.A.                            |
| 2007 | Rayden feat. Ensi, Raige e Lil' Flow | La Uannamaica                            | C.A.L.M.A.                            |
| 2007 | DJ Tsura & Luda feat. Ensi e Fprat Joe | Make It Rain                             | Deadly Combination Mixtape            |
| 2007 | DJ Double S feat. Ensi | Intro                                    | Suite Muzik                           |
| 2007 | DJ Double S feat. Ensi | Torino top flow                          | Suite Muzik                           |
| 2007 | DJ Double S feat. Ensi | Quattro lettere                          | Suite Muzik                           |
| 2007 | DJ Double S feat. Ensi | Outro                                    | Suite Muzik                           |
| 2008 | Jake La Furia feat. Ensi e Ntò | Libro senza cuore                        | Benvenuti nella giungla               |
| 2008 | Mondo Marcio feat. Ensi | Che ti piaccia o no                      | In cosa credi                         |
| 2008 | Tormento & Esa feat. Ensi | Non è poco                               | Siamesi Brothers                      |
| 2008 | Daniele Vit feat. Ensi | Tu non immagini                          | Adesso EP                             |
| 2009 | Emis Killa feat. Ensi | Sai che c'è                              | Keta Music                            |
| 2009 | Raige feat. Ensi e Rayden | Di che parlo                             | Zer06 - Zer08                         |
| 2009 | Raige feat. Ensi | Sempre qui                               | Zer06 - Zer08                         |
| 2009 | Raige feat. Ensi e Rayden | Una volta e per sempre                   | Zer06 - Zer08                         |
| 2009 | Raige feat. Ensi | Non è uguale                             | Zer06 - Zer08                         |
| 2009 | DJ Nais feat. Ensi e Raige | Non voglio problemi                      | Zeitgeist                             |
| 2009 | DJ Nais feat. Ensi | La mia gente                             | Zeitgeist                             |
| 2009 | P-Easy feat. Ensi, Evergreen, Libo, Rayden, Asher Kuno, Pula+ e Tommy Smoka                                                                | V.I.P. Superstarz                        | V.I.P. Easy EP                        |
| 2009 | Maxi B feat. Ensi e Metro Stars | Certi amici                              | Invidia                               |
| 2009 | DJ Fede feat. Ensi | Stessi guai                              | Original Flavour                      |
| 2009 | Guè feat. Ensi | Grand Royal                              | Fastlife Mixtape Vol. 2 - Faster Life |
| 2009 | Bassi Maestro & Babaman feat. Ensi e Supa                                                                                                  | Ad ogni costo (Rap-Or-Die)               | La lettera B                          |
| 2009 | Brain feat. Ensi, Prosa e Michasoul | Sono                                     | Brainstorm                            |
| 2009 | Fratelli Quintale feat. Ensi | Come fa                                  | The Reverse Coconut Mixtape           |
| 2009 | Rayden feat. Ensi, Raige e DJ Double S | Timeline                                 | In ogni dove                          |
| 2009 | Rubo feat. Ensi e Radio Rade | XXXXL (Heavy Rap)                        | Rubo presenta Radio Rade              |
| 2009 | Rubo feat. Ensi, Speaker Cenzou, Brain, Pensie e Fure Boccamara                                                                            | Figli dei '90s                           | Rubo presenta Radio Rade              |
| 2009 | Two Fingerz feat. Ensi | Pensare meno                             | Il disco finto                        |
| 2009 | Big Fish feat. Ensi e Vacca | Generazione Tuning                       | —                                     |
| 2009 | Ntò feat. Ensi e Entics | Nient'altro                              | Beatbox Selection vol. 1              |
| 2009 | Raige feat. Ensi e Rayden | A mani nude                              | Zero9                                 |
| 2010 | DJ Jad feat. Ensi | Così lontani                             | Il sarto                              |
| 2010 | Vacca feat. Ensi | Miliardo                                 | Sporco                                |
| 2010 | Club Dogo feat. Ensi, Entics, Vacca e Emis Killa                                                                                           | Spacchiamo tutto                         | In Italia - Hip Hop Samsh Hits Vol. 1 |
| 2010 | Exo feat. Jake La Furia, Emis Killa, Ensi, Luchè, Surfa, Vacca e Daniele Vit                                                               | Fino alla fine                           | Fino alla fine (singolo)              |
| 2010 | Emis Killa feat. Ensi | Ho visto                                 | Champagne e spine                     |
| 2010 | Purple Finest feat. Ensi | Come si può                              | Pure Pleasure                         |
| 2011 | Sody feat. Danti e Ensi, Daniele Vit | Il genio nella lampo                     | —                                     |
| 2011 | Xtream Team feat. Ensi | So Cold                                  | Xtreme Quality Mixtape                |
| 2011 | Guè feat. Entics, Ensi, Ntò, Marracash, Jake La Furia e Nex Cassel                                                                         | Big!                                     | Il ragazzo d'oro                      |
| 2011 | Gemitaiz & MadMan feat. Ensi e Rayden | Back on the Scene                        | Haterproof                            |
| 2011 | ATPC feat. Ensi | Il mio tempo                             | Adesso                                |
| 2011 | Mondo Marcio feat. Ensi e Palla | Cos'hai di nuovo                         | Musica da serial killer               |
| 2011 | Louis Dee feat. Ensi | Non ci prendiamo in giro                 | Love Is Love 2 - Mixtape              |
| 2011 | Entics feat. Ensi | Equilibrio                               | Soundboy                              |
| 2011 | MixUp feat. Chief e Ensi | Milano libera tutti                      | —                                     |
| 2011 | Don Joe & Shablo feat. Emis Killa e Ensi                                                                                                   | Il resto del mondo                       | Thori & Rocce                         |
| 2011 | Nex Cassel feat. Ensi | Paura e soldi                            | Tristemente noto vol. 2               |
| 2011 | Emis Killa feat. Ensi | Tutti in catene                          | Il peggiore                           |
| 2011 | Bassi Maestro feat. Ensi | Sopra la cintura                         | Tutti a casa                          |
| 2011 | O' Luwong feat. Ensi, Clementino, Callister, Darione, Emcee O'Zi, Ramtzu, Paura e Dope One                                                 | Unity                                    | —                                     |
| 2012 | Baby K feat. Ensi | Testacoda                                | Lezioni di volo                       |
| 2012 | Gemitaiz feat. Primo, Ensi e DJ 2P | Ti piacerebbe                            | Quello che vi consiglio III           |
| 2012 | Johnny Marsiglia & Big Joe feat. Ensi | Everyday                                 | Orgoglio                              |
| 2012 | Max Brigante feat. Danti, Ensi e Dargen D'Amico                                                                                            | Allenatichefabene Remix                  | Allenatichefabene (Remixes)           |
| 2012 | El Raton, Ensi, Salmo, En?gma, Bassi Maestro, Rocco Hunt, Gemitaiz                                                                         | King's Supreme                           | Machete Mixtape I                     |
| 2012 | Guè feat. Ensi e Zuli | Forza campione                           | Fastlife Mixtape Vol. 3               |
| 2012 | Lil' Pin, Kennedy & DJ Yodha feat. Mistacabo e Ensi                                                                                        | Un'altra bomba                           | I.N.R.I.                              |
| 2012 | Club Dogo feat. Ensi | Ragazzo nella piazza                     | Noi siamo il club                     |
| 2012 | Max Pezzali feat. Ensi | S'inkazza (Questa casa non è un albergo) | Hanno ucciso l'Uomo Ragno 2012        |
| 2012 | Raige feat. Ensi e Attila | Ogni mezzo necessario                    | Addio                                 |
| 2012 | Rayden feat. Ensi e Raige | Trinità                                  | L'uomo senza qualità                  |
| 2012 | Stokka & MadBuddy feat. Ensi, Johnny Marsiglia e DJ Shocca                                                                                 | Ho fame                                  | Bypass                                |
| 2012 | Gemitaiz & MadMan feat. Ensi | Antidoping                               | Detto, fatto.                         |
| 2012 | Entics feat. Ensi e DJ Double S | Fressh Flash                             | Carpe Diem                            |
| 2012 | Kiave feat. Ensi e Clementino | Street Fighter                           | Solo per cambiare il mondo            |
| 2013 | Gemitaiz feat. Bassi Maestro e Ensi | Forever True                             | L'unico compromesso                   |
| 2013 | Major Lazer feat. Ensi, Bruno Mars, Tyga e Mystic                                                                                          | Bubble Butt remix                        | /                                     |
| 2013 | Rise Beatbox feat. Ensi e Clementino | I cinque sensi                           | L'ultimo dei sensi                    |
| 2013 | Rise Beatbox feat. Ensi e Danti | Non cambio                               | L'ultimo dei sensi                    |
| 2013 | Guè feat. Ensi | Come mai (Itaglia)                       | Bravo ragazzo                         |
| 2013 | MadMan feat. En?gma e Ensi | Numbers                                  | MM vol. 1 Mixtape                     |
| 2013 | 3D feat. Ensi | My Medicine                              | Top                                   |
| 2013 | Rocco Hunt feat. Ensi | Quanto darei                             | Poeta urbano                          |
| 2013 | Fritz da Cat feat. Ensi | Pinuchosky                               | Fritz                                 |
| 2013 | Jake La Furia feat. Ntò e Ensi | Bla bla bla                              | Musica commerciale                    |
| 2013 | Clementino feat. Ensi e Kiave | Tekken III                               | Mea culpa                             |
| 2013 | Vox P feat. Ensi, Johnny Marsiglia e DJ Tsura                                                                                              | T.W.A                                    | Il rovescio della piramide            |
| 2013 | Egreen feat. Ensi | Non basterà                              | Il cuore e la fame                    |
| 2013 | Gemitaiz feat. Killa Cali, Jack the Smoker, LowLow, Ensi, Uzi Junker, Clementino e Pedar Poy                                               | Tutti quanti                             | Quello che vi consiglio vol. 4        |
| 2014 | Kento & The Voodoo Brothers feat. Ensi | Mp38                                     | Radici                                |
| 2014 | The Night Skinny feat. Ensi, Lord Bean, Salmo e DJ Double S                                                                                | Hostis Drama                             | Zero Kills                            |
| 2014 | The Night Skinny feat. Casino Royale e Ensi                                                                                                | Resta vivo                               | Zero Kills                            |
| 2014 | The Night Skinny feat. Achille Lauro, Johnny Marsiglia, Ensi, Noyz Narcos, Chicoria, Louis Dee, Er Costa, Clementino, Rocco Hunt ed Egreen | Indian tweet posse                       | Zero Kills                            |
| 2014 | The Night Skinny feat. Ensi e I.Sofia | Credi che sia facile                     | Zero Kills                            |
| 2014 | Rayden feat. Ensi e Raige | Solo nell'umanità                        | Raydeneide                            |
| 2014 | Two Fingerz feat. Ensi | La cosa più bella che c'è                | Two Fingerz V                         |
| 2014 | Rocco Hunt feat. Ensi | Die Young                                | 'A verità                             |
| 2014 | Anagogia feat. Ensi | Champions                                | Pillole                               |
| 2014 | Reset! feat. Ensi, Clementino e Stereoliez                                                                                                 | Facci fare una festa                     | Future Madness                        |
| 2014 | Raige feat. Ensi | Atlante                                  | Buongiorno L.A.                       |
| 2014 | Fred De Palma feat. Ensi e Shade | Fai cisti                                | Lettera al successo                   |
| 2015 | Noyz Narcos & Fritz da Cat feat. Jack the Smoker e Ensi                                                                                    | Respect the Hangover                     | Localz Only                           |
| 2015 | Clementino feat. Ensi e Paura | Spari di parole                          | Miracolo!                             |
| 2015 | Louis Dee feat. Ensi e Egreen | 666                                      | Sto bene all'inferno                  |
| 2015 | Rasty Kilo feat. Ensi e Nerone | 300k                                     | Favelas Mixtape                       |
| 2015 | Francesco Paura feat. Don Diegoh, Ensi e Kiave                                                                                             | L'amore                                  | Darkswing                             |
| 2015 | Willie Peyote feat. Paolito e Ensi | Nessuno è il mio signore                 | Educazione sabauda                    |
| 2015 | Ensi feat. Lucio Dalla | Profondo                                 | Bella Lucio!                          |
| 2015 | Gemitaiz feat. Johnny Marsiglia e Ensi | Questa giornata                          | QVC6                                  |
| 2015 | Ill Papi & Il Presidente Dogo Gang feat. Ensi e Nerone                                                                                     | Va tutto bene                            | Storie                                |
| 2015 | Fabio Giachino feat. Ensi | Torino, New Orleans, New York            | Balancing Dreams                      |
| 2016 | Nex Cassel feat. Ensi e DJ 2P | Scuola classica                          | Rapper bianco                         |
| 2016 | DJ Fede feat. Ensi | Stessi guai                              | Boom Bap Beatz                        |
| 2016 | Izi feat. Ensi | Casa                                     | Fenice                                |
| 2016 | Microspasmi feat. Jack the Smoker e Ensi                                                                                                   | Nell'iperspazio                          | Come 11 secondi                       |
| 2016 | Pulse feat. Ensi | Quando parlo di lei                      | Jazz and the City                     |
| 2016 | DJ 2P feat. Ensi | Don dada                                 | Inferno 9                             |
| 2016 | MadMan feat. Ensi, Er Costa e Lil'Pin | Dead a Pussy N***a RMX                   | MM volume 2 Mixtape                   |
| 2016 | Easy One feat. Ensi | Senza una seconda possibilità            | Stessa pelle                          |
| 2017 | Mr. Phil feat. Il Turco, Ensi e Nex Cassel                                                                                                 | Tutto già fatto                          | Kill Phil 2                           |
| 2017 | Rise Beatbox feat. Ensi e DJ Double S | Apocalypto                               | L'oro in bocca                        |
| 2018 | Negrita feat. Ensi | Talkin' to You                           | Desert Yacht Club                     |
| 2020 | Gemitaiz feat. Ensi e Speranza | Money Money                              | QVC9                                  |
| 2022 | Clementino feat. La Niña ed Ensi | Non passa mai                            | Black Pulcinella                      |
| 2023 | Dani Faiv feat. Ensi e Nerone | Legame                                   | Teoria del contrario mixtape vol. 2   |
| 2023 | Peppe Soks feat. Ensi e Clementino | N.W.A.                                   | Ammore malamente                      |
| 2023 | Gemitaiz feat. Ensi e Nerone | Coppa Italia                             | QVC 10                                |
| 2024 | Subsonica feat. Willie Peyote e Ensi | Scoppia la bolla                         | Realtà aumentata                      |
| 2024 | Jack the Smoker feat. Ensi, Nerone e Louis Dee                                                                                             | No problema RMX                          |                                       |

## Filmografia
- Numero zero - Alle origini del rap italiano, regia di Enrico Bisi (2015)
- Zeta - Una storia hip-hop, regia di Cosimo Alemà (2016)

## Opere
- Santuario 2105, con Alex Crippa e Prenzy, BeccoGiallo, 2021. ISBN 978-88-3314-184-8

## Premi e riconoscimenti
| Anno | Evento                  | Categoria             | Risultato       |
| ---- | ----------------------- | --------------------- | --------------- |
| 2012 | MTV Hip Hop Awards 2012 | Song of the Year      | Candidato/a     |
| 2012 | MTV Hip Hop Awards 2012 | Video of the Year     | Candidato/a     |
| 2012 | MTV Hip Hop Awards 2012 | Best Freestyler       | Vincitore/trice |
| 2013 | MTV Italia Awards 2013  | Pepsi Best New Artist | Candidato/a     |

### Competizioni di freestyle
| Anno | Evento                 | Risultato                                |
| ---- | ---------------------- | ---------------------------------------- |
| 2003 | Tecniche Perfette 2003 | Prima posizione (insieme a Mondo Marcio) |
| 2003 | Giovedì Maphia 2003    | Prima posizione (insieme a Raige)        |
| 2004 | Microphone Master 2004 | Prima posizione                          |
| 2005 | Face Off Jam 2005      | Seconda posizione                        |
| 2005 | 2theBeat 2005          | Prima posizione                          |
| 2006 | 2theBeat 2006          | Seconda posizione                        |
| 2011 | MTV Spit Gala          | non classificato                         |
| 2012 | MTV Spit 2012          | Prima posizione                          |